# لا ریوخا، آرژانتین
لا ریوخا (به اسپانیایی: La Rioja) شهری در کشور آرژانتین، استان لا ریوخا است که در سال ۲۰۰۹ میلادی، حدود ۱۷۲۰۰۰ نفر جمعیت داشته‌است.